# 키이우 케이크

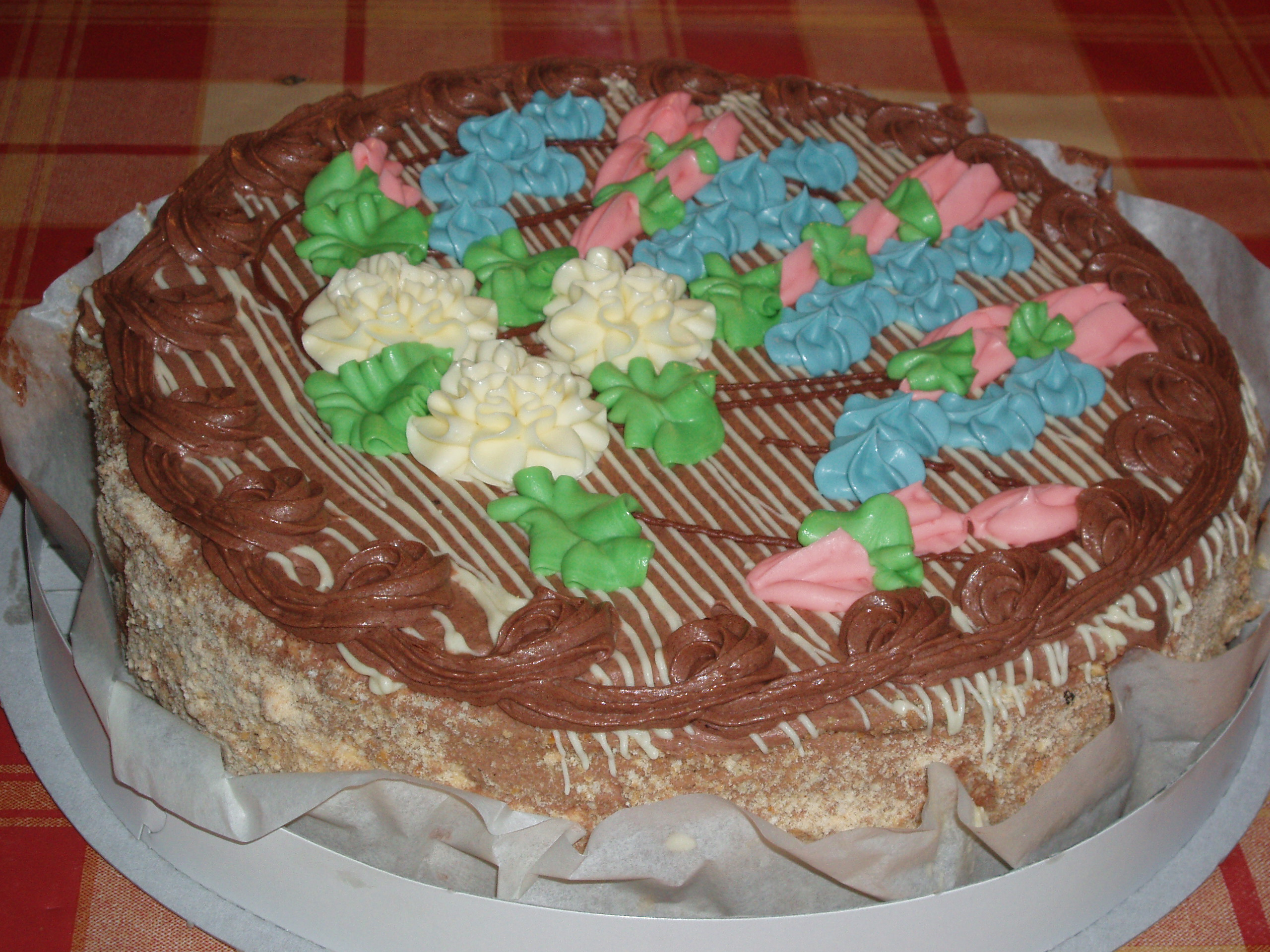
키이우 케이크

키이우 케이크(우크라이나어: Київський торт)는 1956년 12월 6일부터 우크라이나 키이우 카를 마르크스 과자 공장에서 만들어진 케이크 브랜드이다. 곧 소련 전역에서 인기를 얻었다.
이 케이크는 키예프의 비공식 문장인 마로니에 잎을 묘사한 브랜드 이름과 패키지로 키예프의 상징 중 하나가 되었다. 케이크에는 헤이즐넛, 초콜릿 유약 및 버터 크림 같은 충전재가 포함된 공기가 잘 통하는 두 개의 머랭 층이 있다.

## 같이 보기
- 다쿠아즈